# 江坡镇
江坡镇，是中华人民共和国云南省楚雄彝族自治州牟定县下辖的一个乡镇级行政单位。

## 行政区划
江坡镇下辖以下地区：
龙排村、江坡村、者普村、乐利冲村、桂山村、和平村、高家村、民乐村、福龙村、米村、普村、丰乐村和高平村。